# ТЕЦ „Казанлък“
ТЕЦ „Казанлък“ е предприятие на територията на гр. Казанлък за производство на електрическа и топлинна енергия и пренос на топлинна енергия.
Топлоцентралата е изградена през 1975 г. на площадка от 50 декара в югозападната част на града. В първите дни на 1976 е създадено дружество „Топлофикация“, което е преобразувано в Акционерно Дружество (АД) на 10 януари 1996 г.
Топлоелектроцентралата разполага със следните инсталации:
- 3 броя енергийни парогенератори барабанен тип (1 бр. БКЗ 75/39ГМ и 2 бр. ПК 75/39ГМ) с производителност 75 т/ч пара (3,9MPa 440 °C) и входяща топлинна мощност 35 MW всеки
- 3 промишлени парни котли (2 бр. КМ12 и 1 бр. ПКМ12) с капацитет 12 т/ч наситена пара (0,6MPa 180 °C) и топлинна мощност 8,7 MW всеки
- 2 противоналегателни парни турбини (Р-6-35/11 и Р-6-35/6) с мощност 6MW всяка и разход на пара 94 и 66 тона/час
- 2 бойлерни уредби с мощност 46MW и 10MW съответни
- 3 х 4500 м3 складов обем за мазут
- водоподготвителна инсталация за 300 тона обезсолена вода на час и пречиствателна станция за отпадни води
- помпена станция с дебит 1000 м3 / час и налягане 1,2/0,4 MPa за водната топлопеносна межа
- собствена железопътна връзка и терминали за жп цистерни и автоцистерни с мазут
- помпена станция за техническа вода при язовир Копринка (язовир), с напорен резервоар от 1000 m3 и водопровод 4 km.

С писмо номер 143/19.09.2006 г. на Регионален Отдел „Инспекция държавен технически надзор“ са бракувани 2 броя парни котли ПКМ 75/39. Същите не са ползвани от края на 2004 г. поради липса на реализация на произведената технологична пара.
Извършена е газификация на оставащите 3 бр. промишлени парни котли в резултат на което общата им топлинна мощност пада от 26,1MW на 21MW.
Първоначалната топлинна мощност на горивните съоръжения от 131MW (3 бр. по 35МВ + 3 бр. по 8,7MW) е сведена до 21MW (3 бр. по 7MW).

## Преносна мрежа
ТЕЦ „Казанлък“ разполага с 2 мрежи за доставка на топлоенергия до потребителите: водна мрежа за отопление, и паропреносна мрежа за промишлени нужди.
- Водната топлопреносна мрежа е двутръбна с едно главно стебло с дължина 4,2 km. Пресича града по цялото му протежение в посока югозапад-североизток и е въведена в експлоатация през периода 1984 – 1994. Захранва посредством 21 километра разпределителни мрежи 206 броя топлинни абонатни станции в жилищни и комунални сгради.
- Паропреносната мрежа с преносен капацитет 200 тона на час, се състои от 4 магистрали с обща дължина 6 км. Предназначени са да захранват промишлените предприятия южно от оста изток-запад на града. Паропреносните магистрали не се използват.

## Абонатна база
Към месец май 2005 г. ТЕЦ „Казанлък“ снабдява с топлинна енергия следните обекти:
- 6000 жилища
- учреждения като МБАЛ в Казанлък, ДКЦ-1, 5 училища, 2 детски градини, военно поделение и офиси, общо приравнени на 1500 апартамента
- 3 предприятия от текстилната промишленост, намиращи се в близост до топлоцентралата („Катекс“, „България-К“ АД, „Севт“)

През летния период топлоцентралата работи с промишлени парни котли поради ниското потребление на топлинна енергия.

## Приватизация и газификация
През месец март 2004 г. дружеството е продадено на фондовата борса на холдинга „АКБ-Форес“. Новият собственик преструктурира дружеството в „Топлофикация Казанлък“ ЕАД.
След газификацията на град Казанлък през 2007 г. топлофикационното дружество е сред първите потребители на природен газ. Това намалява заначително цената на топлоенергията за крайните клиенти.
През януари 2008 г. в ТЕЦ „Казанлък“ е открита нова когенерираща мощност за производство на топлинна и електрическа енергия на основата на газ. Стойността на инвестицията е 850 000 евро. Близо до бойлерите и подстанцията е изградена когенерационна площадка с газови двигатели JMS 612 GS-N.LC с електрическа мощност 1851 kW и топлинна мощност 1862 kW. Новата мощност ще донесе допълнителни приходи от продажбата на редуцирани емисии на Нидерландия.

## Проблеми в дейността
През годините ТЕЦ „Казанлък“ остава единственият ТЕЦ, работещ с мазут в България. Поради увеличенията на цената на мазут топлоенергията от казанлъшкия ТЕЦ достига 136 лв./MWh. Много потребители отказват да платят сметките си. На 23 декември 2005 г. топлоподаването е спряно към всички 4357 потребители поради финансовата невъзможност за осигуряване доставки на гориво. На 3 януари 2006 г. топлоподаването е възстановено, след като собственикът „АКБ-Форес“ поема ангажимент за доставка на 250 тона мазут и започва преговори за доставка на 4000 тона мазут от „ЛУКойл“.
През месец март 2010 г. дружеството прекартява временно топлоподаването. През зимата на 2010 г. е откраднато възлово електрическо табло и кабели, което прекъсва изцяло електрозахранването на дружеството. След подмяна на откраднатото оборудване се очаква Топлофикация Казанлък да възобнови топлоподаването към Общината, 10 детски градини, 6 училища и болницата в Казанлък. Към месец януари 2011 г. дружеството има 143 служители.